# Walter Leslie
Walter Leslie (mort en 1382) est un noble écossais du XIVe siècle. Il participe à plusieurs croisades et est considéré comme l'un des plus célèbres chevaliers de son époque. Il est également seigneur de Ross de jure uxoris de 1366 à 1382.

## Origine et jeunesse
Walter Leslie est le plus jeune et vraisemblablement 3e fils de Sir Andrew Leslie seigneur du château de Leslie (en) 6e dans la lignée de Bartholomew, fondateur de la maison Leslie en Aberdeenshire, et de son épouse Marie de Abernethy, fille et cohéritière de  
Alexandre de Abernethy (en). Aux côtés de son frère aîné  Norman, il obtient un sauf-conduit pour traverser l’Angleterre et se rendre en Prusse afin de participer à la croisade contre les païens de cette région. Il est de retour en 1356, il est relevé qu'il se trouve ensuite dans le royaume de France, afin d'aider les Français dans leur combat contre les Anglais. Il doit s'y être rendu de nouveau ensuite car il est présent lors de la bataille de Pontvallain en 1370, où il est l'un des artisans de la défaite anglaise, il en est récompensé par le roi Charles V de France avec une première pension de 200 francs or.

## Le Croisé
Il est présent en Écosse en 1363, lorsque le roi David II lui accorde une pension de 40 livres sterling. Plus tard dans la même année, David obtient d'Édouard III d'Angleterre de nouveau le libre passage pour Walter et Norman pour voyager jusqu'en Terre Sainte qu'ils rejoignent via l'Italie ; ils apparaissent comme témoins dans un accord signé par les autorités de la seigneurie de Florence avec la célèbre « Compagnia Bianca », un groupe de mercenaires anglais actifs en France pendant la guerre de Cent Ans et qui étaient venus vendre leurs services en Italie. Walter et Norman se joignent ensuite à la croisade de Pierre Ier roi de  Chypre, lorsque ce dernier attaque la cité égyptienne d'Alexandrie. La ville est prise et pillée le 10 octobre 1365 mais le roi Pierre Ier est incapable de la conserver faute de forces militaires suffisantes et doit l'abandonner peu après.

## Le mariage
Walter revient en Écosse en 1366, et il est chaudement accueilli par le roi David car le souverain était fasciné par le culte du croisé, et les précédents exploits de Walter avaient fait de lui l'un d'un favoris royaux. Afin de le récompenser de ses multiples exploits, David lui accorde la permission d'épouser Euphémie, la fille et héritière de  William (III) comte de Ross, que David contraint quelque peu à accepter ce mariage. L'union intervient le 13 septembre de la même année, et le nouveau marié semble être demeuré en Écosse quelque temps, prenant une part importante dans les affaires où il est mentionné fréquemment comme témoin des chartes royales. 
Quand le roi David meurt en 1371, Walter craint que le nouveau roi, Robert Stuart, qui était un allié du comte de Ross, lui retire son appui et annule son parrainage. Cependant, le nouveau roi ne le fait pas et à la mort de Ross en 1372, Euphémie Ire hérite du titre et Walter devient sir ou seigneur de Ross de jure uxoris.

## Décès et héritage
Walter meurt à Perth le 27 février 1382. Il laisse deux enfants, Alexandre Leslie, le futur comte de Ross et Mariota, qui épouse Donald le Seigneur des Îles. Bien qu'Alexandre reste l'héritier présomptif du comté, le contrôle du Ross passe de facto entre les mains d'Alexandre Stuart, comte de Buchan, surnommé le « Loup de Badenoch », que la comtesse Euphémia Ire doit prendre comme second mari jusqu'à leur divorce en 1392.

## Sources
- (en) Cet article est partiellement ou en totalité issu de l’article de Wikipédia en anglais intitulé « Walter Leslie » (voir la liste des auteurs).
- (en) Rev. John Anderson,  "The Ancient Earls of Ross", in Sir James Balfour Paul (ed.), The Scots Peerage, (Edinburgh, 1909)
- (en) Stephen I. Boardman,  The Early Stewart Kings: Robert II and Robert III, 1371-1406, (Edinburgh, 1996)
- (en) Alan Mac Quarrie,  Scotland and the Crusades, 1095-1560, (Edinburgh, 1997)
- (en) thepeerage.com (consulté  le 23 novembre 2018)